# أوتو ديلز
أوتو ديلس (بالألمانية:  Otto Paul Herrmann Diels) هو كيميائي ألماني ولد في هامبورغ في 23 يونيو 1876 وتوفي في كيل في 7 مارس 1954.
درس ديلس الكيمياء في جامعة برلين من 1895 إلى 1899 وبعد وظائف عدة أصبح أستاذا ومدير قسم الكيمياء سنة 1915. في سنة 1916 أصبح محاضرا في جامعة كيل وبقي فيها حتى تقاعده سنة 1945.

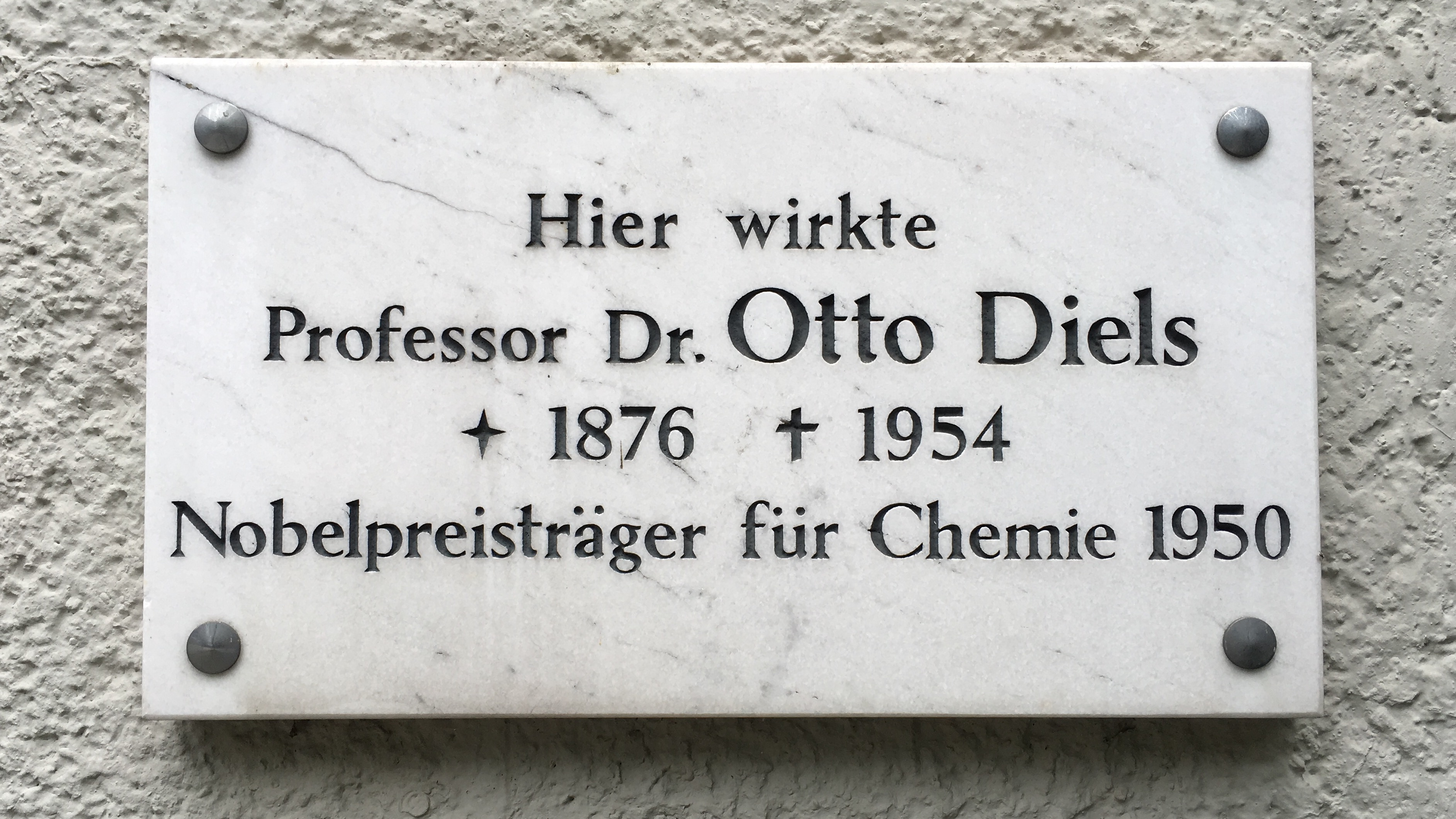
درع تذكاري لأوتو ديلس في كيل ، ألمانيا

تقاسم جائزة نوبل في الكيمياء مع كورت ألدر سنة 1950.

## روابط خارجية
- أوتو ديلز على موقع الموسوعة البريطانية (الإنجليزية)
- أوتو ديلز على موقع مونزينجر (الألمانية)
- أوتو ديلز على موقع إن إن دي بي (الإنجليزية)